# Конышев, Игорь
Игорь Конышев (род. 25 мая 1964) — советский и российский легкоатлет, специалист по бегу на длинные дистанции, стипльчезу и марафону. Выступал на профессиональном уровне в 1990—2004 годах, призёр первенств всесоюзного и всероссийского значения, победитель ряда крупных международных стартов на шоссе. Представлял Санкт-Петербург и Вооружённые силы.

## Биография
Игорь Конышев родился 25 мая 1964 года. Занимался лёгкой атлетикой в Ленинграде, выступал за Советскую Армию.
Первого серьёзного успеха на всесоюзном уровне добился в сезоне 1990 года, когда на зимнем чемпионате СССР в Челябинске выиграл бронзовую медаль в беге 3000 метров.
В 1991 году на чемпионате страны в рамках X летней Спартакиады народов СССР в Киеве стал бронзовым призёром в беге на 3000 метров с препятствиями.
После распада Советского Союза выступал преимущественно на коммерческих шоссейных стартах в Европе, в частности бегал марафоны и полумарафоны.
В 1993 году получил серебро в беге на 2000 метров с препятствиями на зимнем чемпионате России в Москве.
В 1994 году в той же дисциплине взял бронзу на зимнем чемпионате России в Липецке.
В 1995 и 1996 годах дважды подряд одержал победу на марафонах в Обиньи-Сюр-Нер и в Альби во Франции.
В 1997 году среди прочего победил на Каннском полумарафоне, финишировал четвёртым на Римском и Пражском марафонах. В Праге установил свой личный рекорд — 2:10:53.
Завершил спортивную карьеру по окончании сезона 2004 года.